# ハウライト
ハウライト（ハウ石、英語: howlite）とは水酸化ホウケイ酸カルシウム（Ca2B5SiO9(OH)5）でできたケイ酸塩鉱物の一種。蒸発岩の鉱床から取れる。
ハウライトはカナダの化学者、地質学者、鉱物学者のヘンリー・ハウ（Henry How, 1828 - 1879）が1868年にカリフォルニアのティックキャニオン（Tick Canyon）で発見した。

## 性質・特徴
基本の色は白色であり、不規則あるいはクモの巣状で黒または灰色の縞目を持つ。未処理のものは無光沢だが、磨くとガラス質の光沢が出る。表面は微多孔質なので、宝石のような輝きはない。結晶構造は単斜晶系であり、それぞれの軸方向の屈折率はnα = 1.583 - 1.586、nβ = 1.596 - 1.598、nγ = 1.600である。光学軸は二軸であり、2V = 73°である。晶癖（発生しやすい結晶の形）は[100]面に平行な平板プリズム状であり、球状結晶になりやすい。モース硬度は3.5である。劈開性は無いので割れ目はざらざらになる。

## 用途・加工法
ハウライトは彫刻や宝飾品に使われることが多い。表面が微多孔質なので染色もしやすく、青く染めると同じく縞目を持つトルコ石のような外観に仕上げることもできる。そのため、マグネサイト（菱苦土鉱）などと共にトルケナイト（turquenite）として売られることがある。
また、そのままの形で天然石として売られることもある。トルコ石と誤認しやすい「白トルコ石」（white turquoise）、「白水牛トルコ石」（white buffalo turquoise）の名で売られていることもある。「白水牛石」（white buffalo stone）として売られることもある。近年ではマグネサイトと混同されて売られていることがある。

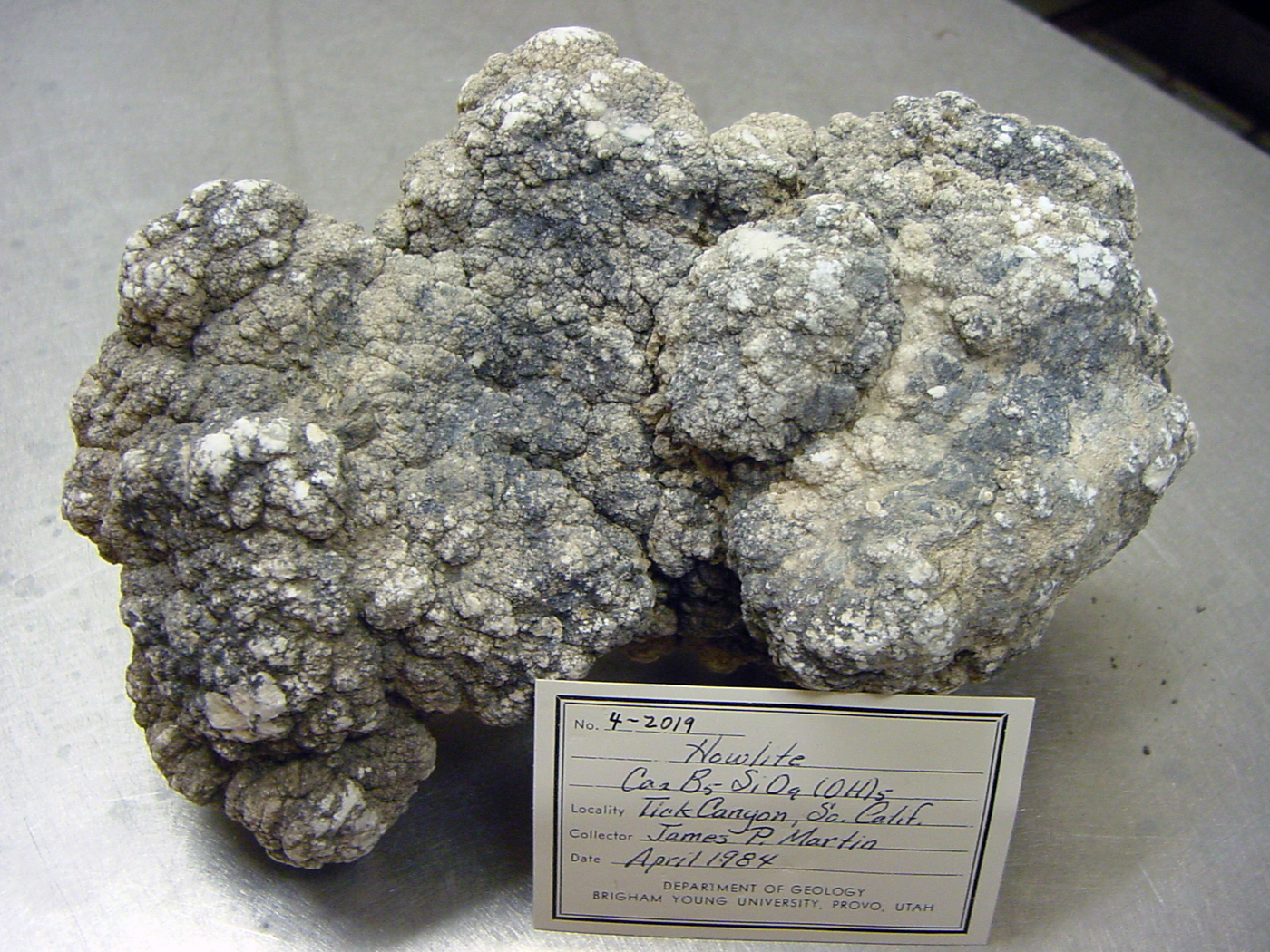
カリフォルニア州南部で取れたハウライト
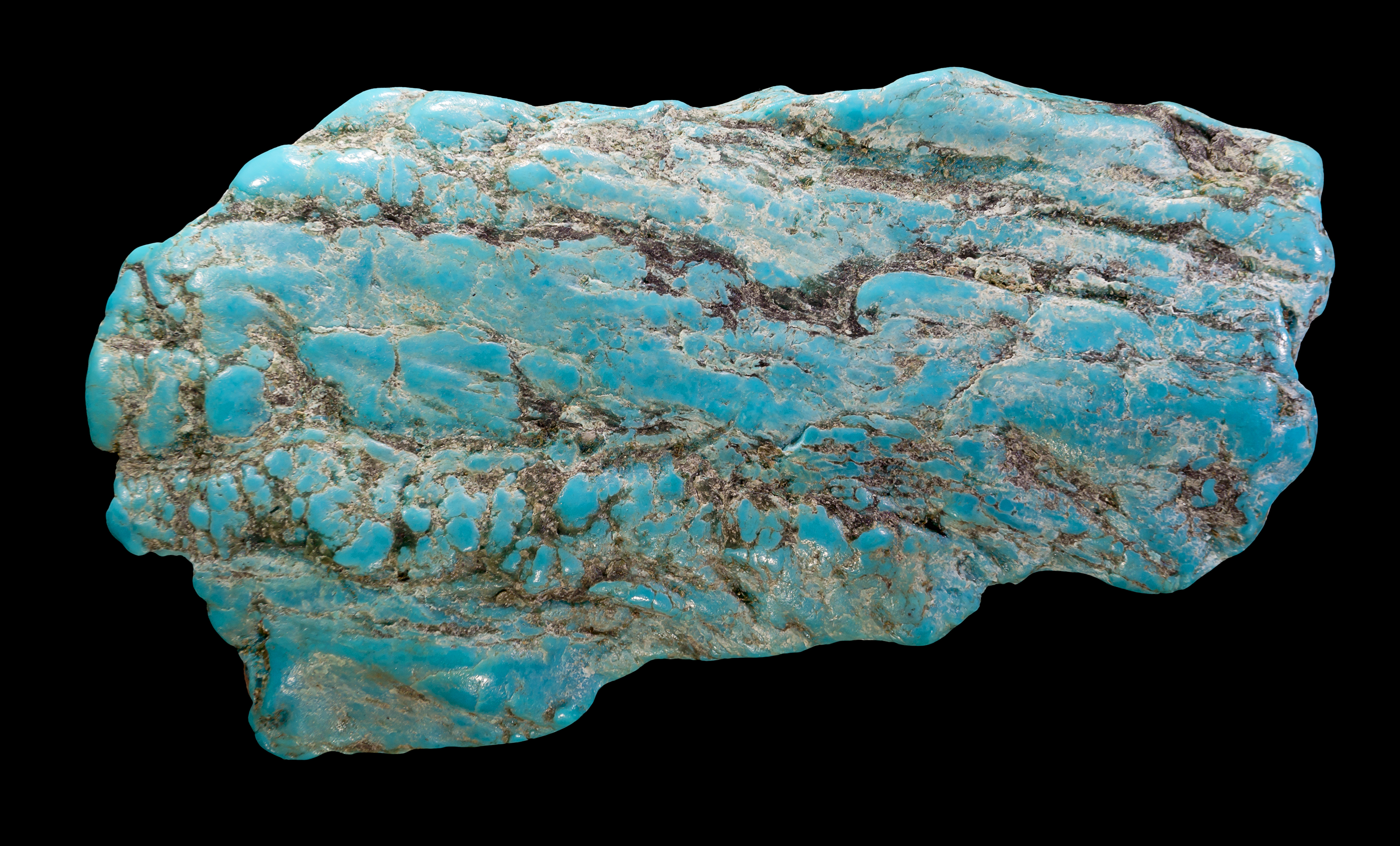
トルコ石のような色で染めたハウライト
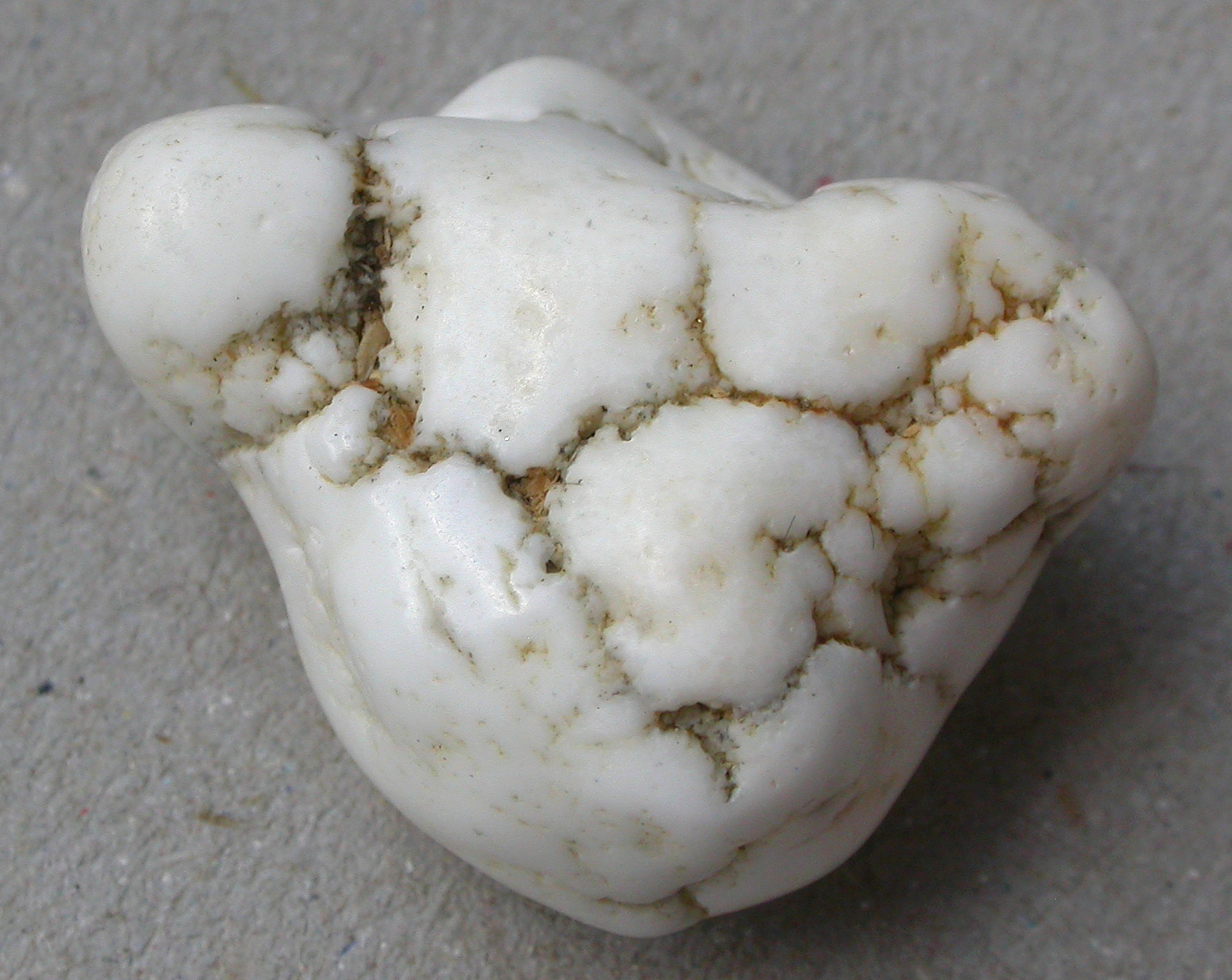
マグネサイト。マグネシウム系の鉱石であり、ハウライトとは別物。